# Nagrobek Jadwigi Andegaweńskiej

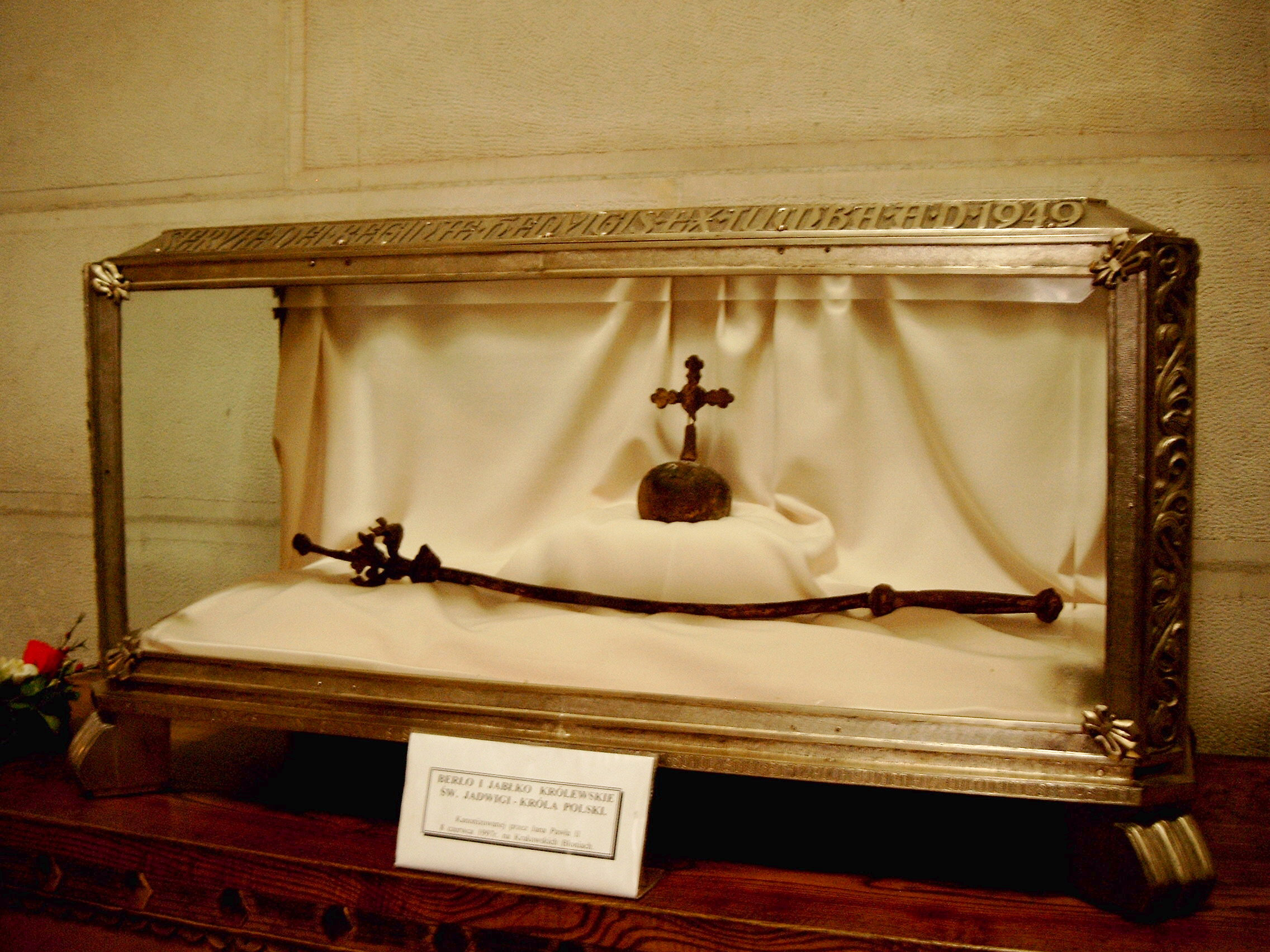
Insygnia wyjęte z grobu królowej Jadwigi

Sarkofag Jadwigi Andegaweńskiej na Wawelu znajduje się w katedrze wawelskiej w południowym ramieniu ambitu.
Pierwotnie królowa wraz z córką została pochowana w 1399 w prezbiterium na lewo od ołtarza głównego. W 1949 przeniesiono ją do sarkofagu wykonanego przez Antoniego Madeyskiego w 1902 w Rzymie. Sarkofag ufundował hrabia Karol Antoni Lanckoroński, wykonany został z białego marmuru kararyjskiego, wzorowany na nagrobku Ilarii del Qareto z XV wieku w katedrze w Lukce. Na wierzchniej płycie postać królowej ze złożonymi do modlitwy rękami oraz psem symbolizującym wierność pod stopami. Boki sarkofagu dekorowane są fryzem z orłami i herbami Andegawenów. Obok znajduje się oszklony relikwiarz z 1959 z gotyckim berłem i jabłkiem królewskim z drewna lipowego (niegdyś złocone) wyjęte z pierwotnego grobu królowej przy okazji przenosin. W białym sarkofagu Jadwiga spoczywała w latach 1949-1987.